# Mephenoxalone
Mephenoxalone (tên thương mại Dorsiflex, Moderamin, Control-OM) là một chất dãn cơ và thuốc giải lo âu nhẹ. Nó ức chế sự truyền tế bào thần kinh, thư giãn cơ xương bằng cách ức chế cung phản xạ. Với tác dụng dãn cơ, mephenoxopol ảnh hưởng đến tình trạng tâm thần, và cũng là một điều trị cho sự lo lắng và lo âu.